# Arquelau d'Esparta
Arquelau d'Esparta (en llatí Archelaus, en grec antic Ἀρχέλαος "Arkhélaos") va ser el setè rei de la dinastia dels agíades d'Esparta, fill d'Agesilau I i contemporani de Carilau d'Esparta, l'altre rei de la dinastia euripòntida, junt amb el qual va conquerir Egis, a la frontera arcàdia, que segons alguns historiadors va ser conquerida després de revoltar-se, però que probablement era ocupada per primer cop. En parlen Plutarc, Pausànias i Eusebi de Cesarea.